# Vladimir Budde
Vladimir Budde (* 24. Dezember 1952 in Wuppertal; † 8. August 2011 in Aachen) war ein deutscher Schachspieler und -autor.

## Leben
Vladimir Budde wuchs in Wuppertal als Sohn einer Kroatin und eines Deutschen auf und zog zum Studium nach Aachen. An der FH Aachen schloss er sein Studium als Chemie-Ingenieur 1976 ab. Er arbeitete von 1976 bis 1979 an Forschungsaufträgen in der Kolloidchemie an der FH Aachen.
Ab 1980 wurde er professioneller Schachspieler und Buchautor. Neben Schach hat er auch über Chinesisches Schach veröffentlicht. Er gab zahlreiche Simultanvorstellungen und spielte unter anderem Blind-Simultan gegen sechs Gegner. Nach einer psychischen Erkrankung nahm er wieder seine Tätigkeit an der FH Aachen auf und veröffentlichte ein Chemie-Lehrbuch. Später war er in der Aachener Künstlerszene aktiv.

## Schachkarriere

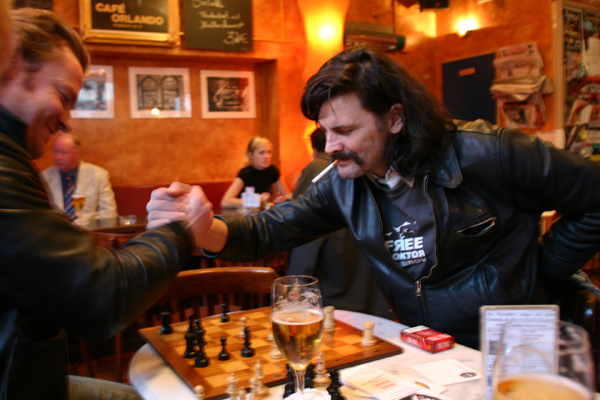
Vladimir Budde (2007)

- 1970 Teilnahme Deutsche Jugendmeisterschaft U18 in Uelzen[1]
- 1972 Teilnahme Deutsche Jugendmeisterschaft U20 in Berlin[2]
- 1979 und 2003 NRW-Meister
- 1980 Turniersieger in Metz
- 1980 und 1981 Turniersieger in Wittlich
- 1983 Turniersieger in Dieren (offene holländische Meisterschaft)
- 1983 Ernennung zum FIDE-Meister
- 1973–1979 Spieler in der 1. und 2. Bundesliga
- 1980–1986 Bundesligaspieler für SG Bochum 31.
- 1987–2002 Aachener Schachverein 1856 (2. Bundesliga und NRW-Liga)
- 2002–2004 Schachfreunde Eilendorf
- 2004–2005 Aufwärts Aachen
- 2005–2011 SV Würselen 1926 e.V.

## Werke (Auswahl)
Er war ein produktiver Autor von Schachbüchern in Deutschland und veröffentlichte unter anderem eine frühe Biographie über Garri Kasparow, Turnierbücher über die Schachweltmeisterschaften 1981, 1984/85 und 1985, Schachlehrbücher, die als Zielgruppe Klubspieler ansprechen, Einführungen ins chinesische Schach und ein Schullehrbuch der Chemie.
- Schach-Weltmeisterschaft 81 (1981, zusammen mit Lothar Nikolaiczuk und Peter Beyersdorf)
- Schach-Weltmeisterschaft '84 '85. Band I (1985, zusammen mit Lothar Nikolaiczuk)
- Schach-Weltmeisterschaft '84 '85. Band II (1985, zusammen mit Lothar Nikolaiczuk)
- Schachweltmeister Garri Kasparow (1986)
- Das große Buch der Schachendspiele (1987, zusammen mit Jerzy Konikowski und Lothar Nikolaiczuk)
- Kleine Schachbücherei Band 13: Perlen der Schachspielkunst (1985, zusammen mit Erich Carl und Peter Kleine)
- Kleine Schachbücherei Band 15: Vom Mittelspiel ins Endspiel (1982, zusammen mit Manfred van Fondern)
- Kleine Schachbücherei Band 19: Zur Praxis der Turmendspiele
- Kleine Schachbücherei Band 20: Garri Kasparow (1985, zusammen mit Manfred van Fondern)
- Kleine Schachbücherei Band 22: Moderne Endspieltechnik (1985, zusammen mit Jerzy Konikowski)
- Chinesisches Schach. Spiel-Mythos-Kultur (1985, zusammen mit Thomas Bandholtz)
- Xiangqi (1988)
- Chemie-Gerüst (1986, nach Thomas Bokorny, 14. Auflage 1996)